# Marcantonio Gozzadini
Marcantonio Gozzadini (Bolonha, 1574 - Roma, 1º de setembro de 1623) foi um cardeal do século XVII

## Biografia
Nasceu em Bolonha em 1574. De família patrícia. Filho de Tommaso Gozzadini e Olimpia Bianchini. Primo do Papa Gregório XV. Primo distante do cardeal Ulisse Giuseppe Gozzadini (1709). Seu sobrenome também está listado como Gozzadino.
Estudou na Universidade de Bolonha, onde se doutorou in utroque iure , direito canônico e civil, em 1596.
Juiz colegiado em Bolonha, 1596. Prior de San Bartolomeo, Bolonha, desde 1615. Primo Collaterale de Campidoglio, 1616-1621. Advogado das causas na Cúria Romana, 1616-1621. Camareiro particular de Sua Santidade, 21 de fevereiro de 1621. Cônego da basílica patriarcal do Vaticano, 1616-1621. Collaterale di Campidoglio . Camareiro Privado de Sua Santidade.
Criado cardeal sacerdote no consistório de 21 de julho de 1621; recebeu o gorro vermelho e o título de S. Eusébio, em 30 de agosto de 1621. Comendador da Soberana Ordem de Malta, em julho de 1621. Prior beneficiário de S. Ângelo em Tivoli e abade de S. Giovanni di Laura, em 14 de outubro de 1621.
Eleito bispo de Tivoli, com dispensa por ainda não ter recebido o presbitério, em 25 de outubro de 1621. Consagrado, domingo, 13 de março de 1622, (sem lugar), pelo cardeal Ludovico Ludovisi, coadjuvado por Galeazzo Sanvitale, arcebispo de Bari, e por Volpiano Volpi, arcebispo-bispo de Novara. Prefeito interino da secretaria de Breves, 16 de março de 1622. Abade commendatario de S. Antonio, Gênova, 30 de agosto de 1622. Abade commendatario de S. Basilide di Canaria, de 1622. Optou pelo título de S. Agata em Suburra, a diácona elevou pro illa vice a título, em 23 de maio de 1623. Transferido para a sé de Faenza, em 7 de junho de 1623. Participou do conclave de 1623, que elegeu o Papa Urbano VIII.
Morreu em Roma em 1º de setembro de 1623, perto das 13h. Sepultado na igreja de S. Andrea della Valle, Roma